# Dylan Kennett
Dylan Kennett (Christchurch, 8 december 1994) is een Nieuw-Zeelands baan- en voormalig wegwielrenner die vanaf 2018 tot 2021 reed voor het St George Continental Cycling Team.

## Carrière
In 2015 maakte Kennett deel uit van de Nieuw-Zeelandse ploeg die tijdens de Wereldkampioenschappen baanwielrennen de ploegenachtervolging won. Kennett heeft deelgenomen aan de Olympische Zomerspelen van 2016 in Rio de Janeiro hij behaalde hier een achtste plaats op het omnium en een vierde plaats met de Nieuw-Zeelandse ploeg op de ploegenachtervolging. In 2019 won Kennet de Ronde van het Taihu-meer.

## Belangrijkste resultaten

### Baanwielrennen
| Jaar     | NK                                                                | OK                                      | WK                                                               | Overig                                 |
| Junioren | Junioren                                                          | Junioren                                | Junioren                                                         | Junioren                               |
| -------- | ----------------------------------------------------------------- | --------------------------------------- | ---------------------------------------------------------------- | -------------------------------------- |
| 2011     |                                                                   |                                         | omnium · ploegenachtervolging                                    |                                        |
| 2012     |                                                                   |                                         | achtervolging · ploegenachtervolging · 1km tijdrit · koppelkoers |                                        |
| Elite    |                                                                   |                                         |                                                                  |                                        |
| 2012     | koppelkoers                                                       | scratch · ploegenachtervolging          |                                                                  |                                        |
| 2013     | ploegenachtervolging                                              | ploegenachtervolging · scratch · omnium |                                                                  | Zesdaagse van Fiorenzuola              |
| 2014     | koppelkoers · achtervolging · scratch · 1km tijdrit               |                                         | ploegenachtervolging                                             | Gemenebestspelen: ploegenachtervolging |
| 2015     | koppelkoers · achtervolging · scratch · puntenkoers · 1km tijdrit |                                         | ploegenachtervolging                                             |                                        |
| 2016     | achtervolging · 1km tijdrit                                       | achtervolging                           |                                                                  |                                        |
| 2017     | achtervolging · scratch · puntenkoers · koppelkoers               |                                         | ploegenachtervolging                                             |                                        |
| 2018     |                                                                   |                                         |                                                                  | Gemenebestspelen: achtervolging        |
| 2019     | scratch · koppelkoers · ploegenachtervolging · achtervolging      |                                         |                                                                  |                                        |

### Wegwielrennen
2015
 Nieuw-Zeelands kampioenschap tijdrijden, belofte
2018
Proloog en 4e etappe Ronde van het Taihu-meer
2e, 6e en 11e etappe Ronde van het Poyangmeer
2019
3e etappe Ronde van het Taihu-meer
Eind- en puntenklassement Ronde van het Taihu-meer
2020
5e etappe New Zealand Cycle Classic
Puntenklassement New Zealand Cycle Classic
 Nieuw-Zeelands kampioenschap tijdrijden, Elite
 Nieuw-Zeelands kampioenschap wegwedstrijd, Elite

## Ploegen
2018 –  St George Continental Cycling Team (vanaf 18 juli)
2019 –  St George Continental Cycling Team
2020 –  St George Continental Cycling Team
2021 –  St George Continental Cycling Team
Cameron · Cavanagh · Culey · Dutton · Dyball · Field · Groves · Hubbard · Louis · Smith · Zenovich
Berwick · Calder · Cameron · Cavanagh · Dinham · Dutton · Gandy · Hubbard · Kennett · Law · Quick · Reardon · Strong · Vink · Wiggins · Zenovich
Berwick · Bettles · Cavanagh · Dutton · Gandy · Harvey · Heaney · Kennett · Quick · Reardon · Vink · Wiggins · Yates · Zenovich
Sjabloon:Navigatie selectie wielerploeg/St George Continental Cycling Team 2021